# The Runt (film 1915)
The Runt è un cortometraggio muto del 1915 diretto da Colin Campbell

## Produzione
Il film fu prodotto dalla Selig Polyscope Company.

## Distribuzione
Distribuito dalla General Film Company, il film - un cortometraggio in due bobine - uscì nelle sale cinematografiche statunitensi il 25 settembre 1915.